# 黒ニンニク

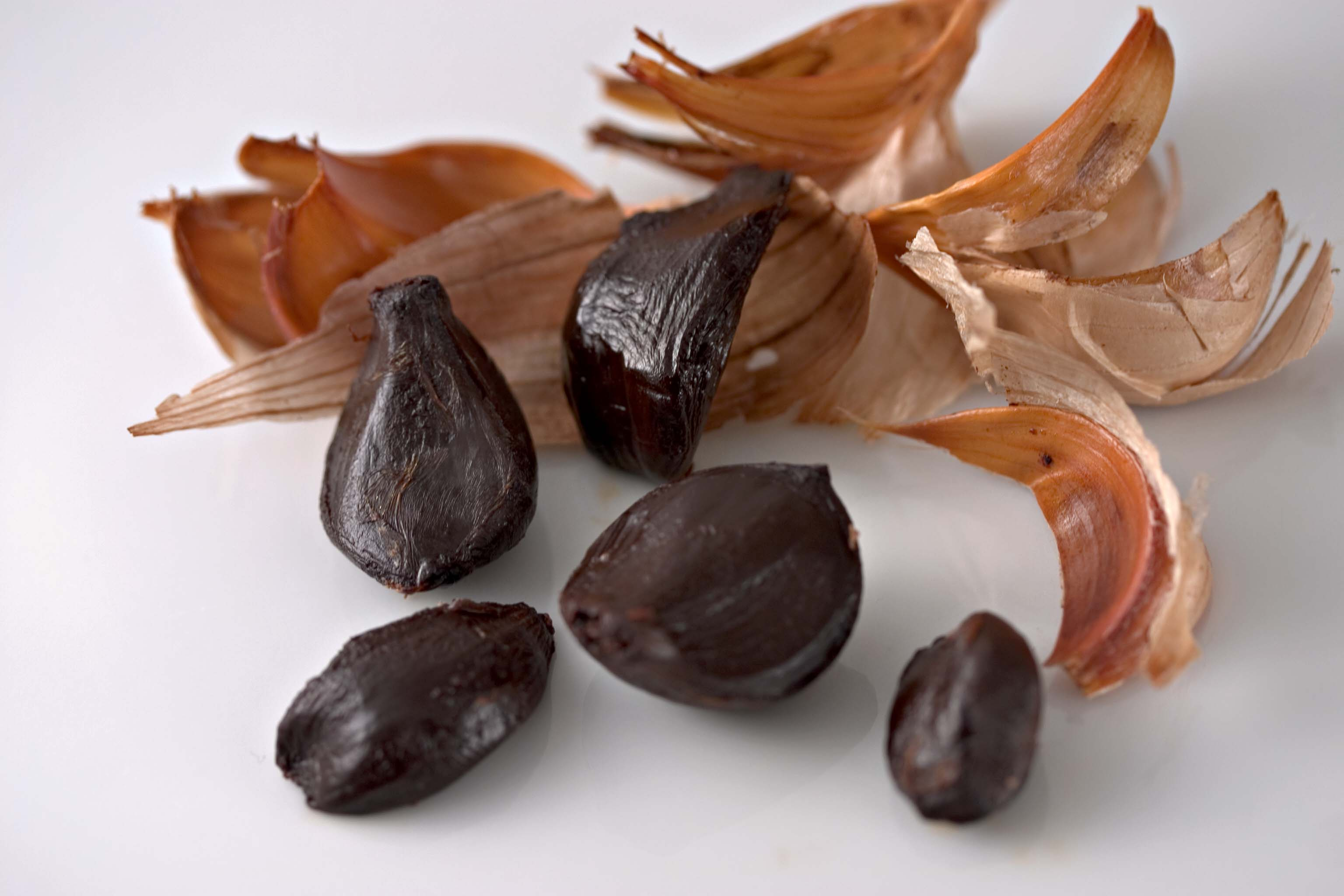

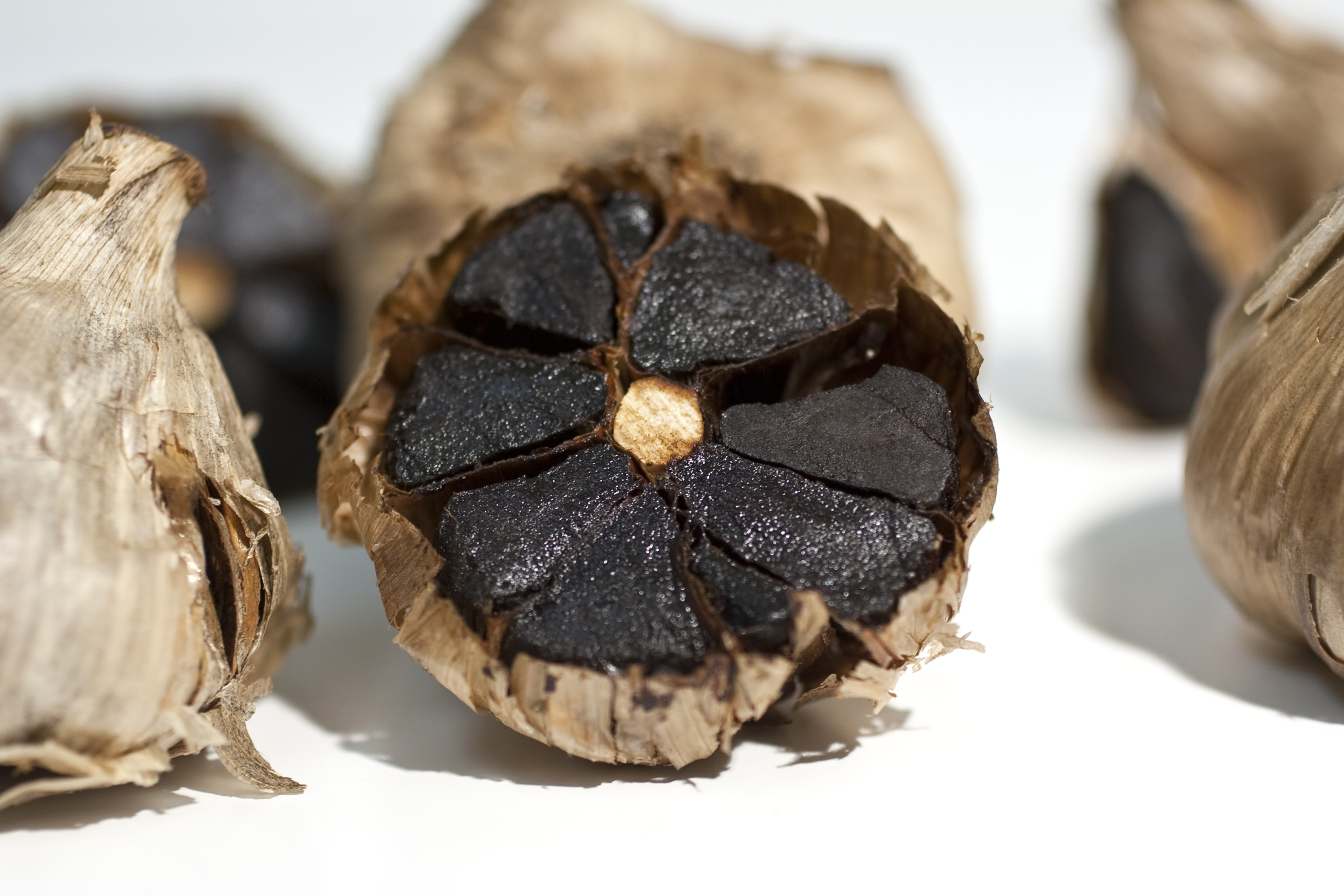

黒ニンニク（くろニンニク）は、ニンニクを材料とする加工食品。

## 概要
ニンニクを特殊な方法で加熱熟成させて製造する。黒く変色するのはメイラード反応によるもので、「糖分とアミノ酸の化学反応」によってニンニクの中で味や色の変化だけでなく成分の変化も起きる。
起源について最も有力な説は、1999年に三重県尾鷲市で開発されたというものである。その後、三重県内の数社に製法が伝授され、それらのメーカーによって販売が始まった。無名であったが、三重県内の販売メーカーによる献身的な普及活動によって全国的に広く普及された。
自宅で黒ニンニクを製造するための「黒ニンニク製造機」も各社から発売されている。炊飯器で代用することもできる。なお製造中は室内どころか近所にまで広がる強烈なニンニク臭が発生し続ける。

## 研究
2000年代に入り、三重大学教授（当時）の田口寛や弘前大学教授（当時）の佐々木甚一らによる研究開発が盛んとなった。

## 報告
摂取による副作用として胃がもたれる、下痢をするなどの報告が見られるが、これは熟成が十分でないためにアリシンという抗菌成分が刺激となるのが原因である。完全に熟成されたニンニクは中の芯まで黒くなり、アリシンがSアリルＬシステインという水溶性のアミノ酸に変化する。アミノ酸化した黒ニンニクには副作用が見られないが、炊飯器や黒ニンニクメーカーなどで作られた黒ニンニクは芯まで熟成できていないことが多いため注意が必要である。